# Sauli Pälli
Sauli Aksel Pälli (ur. 23 września 1912 w Kymi, zm. 13 grudnia 1960 w Valkeakoski) – fiński skoczek narciarski, uczestnik Zimowych Igrzysk Olimpijskich 1936.

## Igrzyska olimpijskie
| Miejsce | Dzień     | Rok  | Miejscowość            | Konkurs                         | Wynik | Strata     | Skok 1 | Skok 2 | Zwycięzca   |
| ------- | --------- | ---- | ---------------------- | ------------------------------- | ----- | ---------- | ------ | ------ | ----------- |
| 47.     | 16 lutego | 1936 | Garmisch-Partenkirchen | Skocznia normalna indywidualnie | 80,3  | -151,7 pkt | 42,7 m | 37,6 m | Birger Ruud |